# روبرت موراي
السير روبرت موراي (1609 – 4 يوليو 1673) هو رجل عسكري ورجل دولة ودبلوماسي وقاضي وجاسوس وماسوني وفيلسوف طبيعي إسكتلندي. كان على علاقة بتشارلز الأول ملك إنجلترا وتشارلز الثاني ملك إنجلترا, والكرادلة الفرنسيين ريشيليو وجول مازاران. حضر موراي اجتماع 28 نوفمبر 1660، الذي أدى إلى تأسيس الجمعية الملكية، ولعب دورًا بارزًا في الحصول على ميثاقها الملكي وصياغة نظامها الأساسي ولوائحها.